# アカハタ (魚類)
アカハタ（学名 Epinephelus fasciatus）は、ハタ科アカハタ属に分類される海水魚の一種。

## 分類
1775年にフィンランドの探検家であるPeter Forsskålによって正式に記載され、タイプ産地はエジプトのラスムハンマド国立公園であった。1793年、ドイツの博物学者であるマルクス・エリエゼル・ブロッホはE. marginalis(現在は本種のシノニム)を記載し、その際新属Epinephelusを設立した。よって本種がアカハタ属の基準種である。

### シノニム
FishBaseによる。
- Perca fasciata Forsskål, 1775
- Serranus fasciatus (Forsskål, 1775)
- Epinephelus marginalis Bloch, 1793
- Serranus marginalis (Bloch, 1793)
- Holocentrus erythraeus Bloch & Schneider, 1801
- Holocentrus forskael Lacépède, 1802
- Holocentrus marginatus Lacépède, 1802
- Holocentrus rosmarus Lacépède, 1802
- Holocentrus oceanicus Lacépède, 1802
- Serranus oceanicus (Lacépède, 1802)
- Serranus alexandrinus Valenciennes, 1828
- Cerna alexandrina (Valenciennes, 1828)
- Epinephelus alexandrinus (Valenciennes, 1828)
- Serranus variolosus Valenciennes, 1828
- Epinephelus variolosus (Valenciennes, 1828)
- Serranus tsirimenara Temminck & Schlegel, 1842
- Epinephelus tsirimenara (Temminck & Schlegel, 1842)
- Perca maculata Forster, 1844
- Serranus cruentus De Vis, 1884
- Serranus geometricus De Vis, 1884
- Serranus subfasciatus De Vis, 1884
- Epinephelus zapyrus Seale, 1906
- Epinephelus emoryi Schultz, 1953

## 名称
名前の由来は「赤いハタ」で、東京や神奈川県三崎での地方名であった。
伊豆諸島北部では「アカギ」「アカゲ」、伊豆諸島南部や小笠原地方では「アカバ」、主に関西地方では「アカッベ」「アカッポ」、長崎県では「アカイオ」「アカウオ」、沖縄県で「ハンゴーミーバイ」など、様々な地方名がある。
英名はblacktip grouperの他にもredbanded grouper、blacktipped cod、black-tipped rockcod、footballer cod、red-barred cod、red-barred rockcod、scarlet rock-cod、weathered rock-cod等がある。

## 分布
紅海と東アフリカから東はピトケアン諸島、北は南日本、南はオーストラリアまで、インド太平洋の温帯から熱帯域に広く分布する。日本では相模湾以南の太平洋側、富山湾以南の日本海側、伊豆諸島、小笠原諸島、南西諸島で見られる。2012年、地中海に侵入した個体が発見された。

## 形態
体は側扁し、体長は体高の2.8 - 3.3倍。他のハタ類同様に楕円形の丸みをおびた体形となっている。前鰓蓋骨は後縁が鋸歯状で、鰓蓋の上端は直線的。背鰭は11棘と15 - 17軟条から、臀鰭は3棘と8軟条から成る。背鰭棘の間は深く窪み、尾鰭は丸い。側線鱗数は49 - 75個。口は大きく、下顎が前に突き出る。体色は生息環境などによって個体差が大きく、緑がかった灰色、赤みがかった黄色、赤褐色など様々。例として日本では温帯域に赤みの強い個体が、亜熱帯域には黄色みや白みの強い個体が多い。体側には5 - 6本の横縞があり、白い不規則な斑点が散らばる。背ビレの前半部及び棘条部の縁は褐色。全長は成魚で約30-40 cm、重さ2 ㎏程度で、ハタ類の中では小型である。全長20 cmで性成熟する。

## 生態
水深4 - 160 mのサンゴ礁、岩礁に生息し、汽水域にも進出する。10 - 15匹で群れを作ることもある。幼魚はマングローブに進出することもある。小魚やカニなどの甲殻類を捕食し、成長に伴い頭足類を好むようになる。昼間も活動しているが、昼行性かどうかは解明されていない。産卵期は温帯域では5 - 11月、亜熱帯域では年中。雌性先熟の雌雄同体で、全ての個体は雌として生まれ、2-3年ほど経過して成熟すると雄に性転換する。本種の寄生虫には、鰓に寄生する単生綱のPseudorhabdosynochus属の一種、雌の卵巣に寄生する線形動物のPhilometra fasciati
、腸に寄生する線形動物のRaphidascaris (Ichthyascaris) fasciatiなどが知られる。

## 人との関わり
食用として用いられることも多く、刺身や煮付けなど幅広い料理に使われる。伊豆諸島・小笠原諸島の郷土料理として、アカハタのぶつ切りと野菜の味噌汁（アカバ汁）がある。ベドウィンは本種を食用にする。シガテラ中毒の危険もある。
鱗は比較的細かい。皮は硬く、ゼラチン質の層がある。血合いのきれいな白身なため、熱を通しても硬く締まらない特徴がある。釣り人からは「アコウ」として親しまれており、売買においても盛んである。旬に関しては不明確性を増しており、価格相場は1 kg当たり約1500円 - 2000円程度とされる。
小笠原水産センターの池で飼育されているアカハタに歯ブラシを近づけると、アカハタの「歯磨き」を体験することができる。
釣りの対象魚であり、ルアーでもつることができる。